# Brachyphylla nana
Brachyphylla nana is een zoogdier uit de familie van de bladneusvleermuizen van de Nieuwe Wereld (Phyllostomidae). De wetenschappelijke naam van de soort werd voor het eerst geldig gepubliceerd door Miller in 1902.

## Voorkomen
De soort komt voor in Cuba,  op Hispaniola, de Bahama's en de Kaaimaneilanden.